# Hoa đất
Hoa Đất - hoa đất sét là một loại hoa nhân tạo, được làm bằng bột đất sét tổng hợp. Có nhiều loại đất sét: Thái, Nhật, Hàn, Trung Quốc...Trong đó, đất sét Nhật làm hoa là đẹp nhất.
Quy trình làm hoa đất:
- Bột đất sét cán mỏng, dùng kéo hoặc khuôn cắt hình cánh hoa, in gân cho giống hoa thật bằng các loại gân bằng nhựa cứng hoặc nhựa dẻo, dùng cây lăn tạo độ cong mềm mại của cánh hoa, ép kẽm lên cánh hoa đề ráp hoa và định dạng cánh hoa. Xong để phơi khô trong gió. Sau khi cánh hoa khô dùng cọ mềm tô màu dầu để tạo màu sắc hoa.Khi màu khô, ráp các cánh hoa lại bằng chỉ may và se cành, gắn lá.
Bảo quản: Để hoa nơi khô ráo, tránh nhiệt độ, ẩm độ và ánh nắng trực tiếp.Khi hoa bị bám bụi, dùng cọ mềm phui bụi.
Hoa đất sét có độ bền trên 5 năm, độ tinh xảo và đẹp như hoa thật nên trở thành loại hoa giả cao cấp nhất hiện nay được nhiều người ưa chuộng.